# Ed Searcy
Edwin "Ed" Searcy (nacido el 17 de abril de 1952 en Nueva York, Nueva York) es un exjugador de baloncesto estadounidense que disputó una temporada en la NBA. Con 1,99 metros de estatura, lo hacía en la posición de alero.

## Trayectoria deportiva

### Universidad
Jugó durante dos temporadas con los Red Storm de la Universidad de St. John's, a las órdenes del entrenador Lou Carnesecca.

### Profesional
Fue elegido en la octogésimo segunda posición del Draft de la NBA de 1974 por New Orleans Jazz, pero fue despedido antes del comienzo de la temporada. Al año siguiente fichó como agente libre por los Boston Celtics, con los que disputó cuatro partidos, en los que promedió 1,5 puntos.

## Estadísticas de su carrera en la NBA

### Temporada regular
| Temporada | Edad | Equipo         | Liga | Pos. | P | TIT | MIN | TC  | TCA | %TC  | 3P | 3PA | %3P | 2P  | 2PA | %2P  | TL  | TLA | %TL   | R.OF. | R.DEF. | REB | ASIS | ROB | TAP | PER | FP  | PTS |
| 1975-76   | 23   | Boston Celtics | NBA  | SF   | 4 |     | 3.0 | 0.5 | 1.5 | .333 |    |     |     | 0.5 | 1.5 | .333 | 0.5 | 0.5 | 1.000 | 0.0   | 0.0    | 0.0 | 0.3  | 0.0 | 0.0 |     | 1.0 | 1.5 |
| Total     |      |                | NBA  |      | 4 |     | 3.0 | 0.5 | 1.5 | .333 |    |     |     | 0.5 | 1.5 | .333 | 0.5 | 0.5 | 1.000 | 0.0   | 0.0    | 0.0 | 0.3  | 0.0 | 0.0 |     | 1.0 | 1.5 |